# Refractor Engine
 (octobre 2019).
Si vous disposez d'ouvrages ou d'articles de référence ou si vous connaissez des sites web de qualité traitant du thème abordé ici, merci de compléter l'article en donnant les références utiles à sa vérifiabilité et en les liant à la section « Notes et références ».
Refractor Engine est un moteur de jeu vidéo qui a été conçu par le studio Refraction Games basé à Stockholm pour le jeu vidéo Codename Eagle publié en Novembre 1999. Refraction Games a ensuite été racheté par Digital Illusions CE, et le moteur a été utilisé pour plusieurs épisodes de la série Battlefield. DICE a ensuite développé le Refractor 2 Engine.

## Jeux utilisant le Refractor Engine

### Version 1.0
- Codename Eagle
- Battlefield 1942
- Battlefield Vietnam
- Rallisport Challenge

### Version 2.0
- Battlefield 2
- Battlefield 2142
- Battlefield Heroes
- Battlefield Online
- Battlefield Play4Free